# イギリスの教育

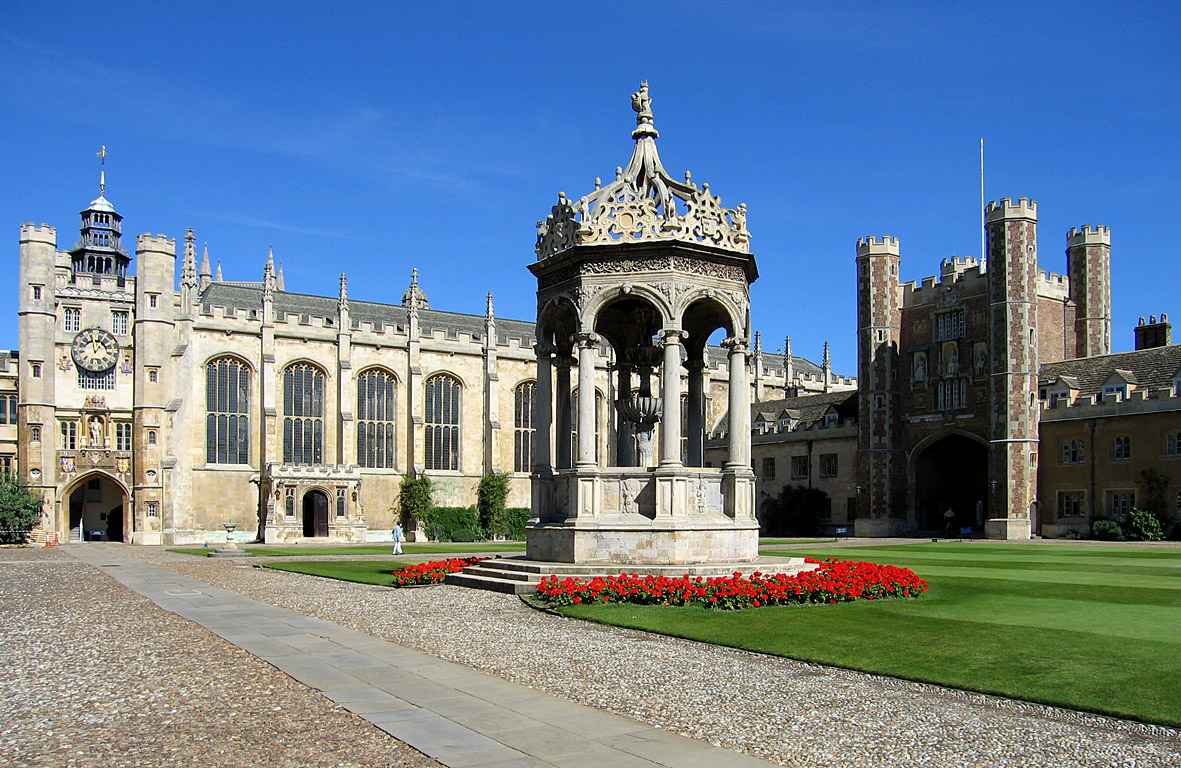
トリニティ・カレッジ (ケンブリッジ大学)

イギリスの教育（イギリスのきょういく）は高度に開発されており、成人人口の41%、25-34歳人口の48%は第3期の教育を卒業している（2012年）。それぞれの資格・修了の互換性は、全国職業資格 (NVQ)、全国資格フレームワーク (NQF)、資格単位フレームワーク (QCF)といった形で国家レベルで策定されている。
イギリス本国の教育は、地域によっても、また、公立学校か私立学校かによっても異なっているため、その仕組みは複雑である。
イギリスの教育においては、おおむね個人の能力伸張が目標であると考えられ、試験に比重を置いている点に特徴を持つ。GCSE・SCEやAレベルなどの試験の成績は、大学での学位とそれに付される成績と同様に、生涯有効な資格とされ、一般には履歴書にも記載することとなっている。日本のようにどの学校に入学・卒業したか否かではなく、これら試験・学位における成績が社会において問われることが多い。特に、政治家などでは大学の学位における一級（あるいはそれに準ずる二級上）を取り損ねた者はその資質を問われる場合がある。またイギリスは、学歴や資格ごとの賃金格差が激しい学歴社会で、日本、アメリカ、韓国よりも資格・（最終）学歴による差別は大きいといえるが、日本や韓国などと違い、社会人がAレベルの勉強をして大学に入学しなおし、学位を習得したり、成人後に技師や医師や弁護士などの資格習得に挑戦することが比較的容易である。
イギリスのどの地域でも、学校は原則として9月に始まる。3学期制を採る学校（大学）が多いが、各学期の呼び方などは学校の伝統・規則などによって大きく異なっている。

## イングランドの教育
イングランドの教育（Education in England）は、教育省およびビジネス・イノベーション・技能省(BIS)が所管している。地方自治体は公的教育政策を策定し、かつ公立学校を運営する責務を負っている。
教育段階は、就学前教育（3-5歳）、初等教育（5-11歳）、中等教育（11-18歳）、第3期の教育（18歳以上）の4つに分けられている。5-18歳の全ての未成年者について、全日制の教育を受けることが義務となっているが、これは学校またはその他の手法でもよい。3-5歳までの年齢については、自由選択として年間600時間の就学前教育を公的資金で受けることができる。
16歳からの2年間の教育はシックスス・フォーム（Sixth form）や"college"と呼ばれており、 一般教育修了上級レベル（Aレベル）や、それと類似したBTEC、 国際バカロレア、 Cambridge Pre-Uなどのディプロマ取得のための課程である。
またイングランドでは、インデペンデント・スクールやホームスクーリングも合法であり、保護者はそれらの教育を選択することも可能である。
義務教育は、小学校（primary school）において5歳から始まる。初等教育・中等教育における義務教育では、日本のような1学年毎ではなく2～3学年をひとまとめにしたキー・ステージ(Key Stage)の各段階毎に、日本の学習指導要領にあたる「ナショナル・カリキュラム」(National Curriculum)によって必修科目とその内容が定められている。16歳になるとGCSE（General Certificate of Secondary Education）という義務教育修了試験を受ける。
公立学校に対して、私立学校はインデペンデント・スクール（independent school,独立学校）と呼ばれる。伝統あるパブリック・スクール(public school)はこちらに含まれる。パブリック・スクールの教育は18歳までだが、開始年齢は11～13歳の間であることが多い。私立学校の中にはボーディングスクール（寄宿制学校）も少なくない。私立学校の多くもナショナル・カリキュラムの内容を踏襲している。公立学校は原則無料だが、私立学校は年間数千～1万ポンドの学費がかかる。
イギリスの学校では給食を提供しているところも多いが有料であり、寮制でない場合には、保護者の判断によって弁当を持参する生徒も多い。
16–18歳で義務教育を終えると、大学に進学する者はシックスス・フォームと呼ばれる学校にて、大学受験に必要な一般教育修了上級レベル（A-level）認定の取得準備に費やされる。 その他の者は、継続教育カレッジにて職業教育を受けることとなる。

### キーステージ
イングランド、ウェールズ、北アイルランドにて適用される。
| キーステージ (KS) | 年齢                        | 期間                        | 学年 (Y)                        | Forms                                     | 最終試験                                                           |
| ----------------- | --------------------------- | --------------------------- | ------------------------------- | ----------------------------------------- | ------------------------------------------------------------------ |
| 0                 | 3–5                         | 2年 (1年は義務)             | 保育園, 就学前教育              | 保育園, 幼稚園                            |                                                                    |
| 1                 | 5–7 (北アイルランドでは4-6) | 2年間 (北アイルランドでは3) | 1–2 (北アイルランドでは1-3)     | 幼稚園 1st–2nd                            | KS1 SATS, Phonics and Reading Check (1年目に受験、落第したら2年目) |
| 2                 | 7–11                        | 4年間                       | 3–6 (北アイルランドでは4-7)     | 小学校 1st–4th                            | SATS Tests, eleven plus exam (たいていグラマースクール入学者のみ)  |
| 3                 | 11–14                       | 3年間                       | 7–9 (北アイルランドでは8-10)    | 中等教育 1st–3rd                          |                                                                    |
| 4                 | 14–16                       | 2年間                       | 10–11 (北アイルランドでは11-12) | 中等教育 4th–5th                          | GCSE                                                               |
| 5                 | 16–19                       | 2年間 or more               | 12–13 (北アイルランドでは13-14) | シックスフォーム、 または継続教育カレッジ | Aレベル, ASレベル, 全国職業資格, National Diploma                  |

### 高等教育

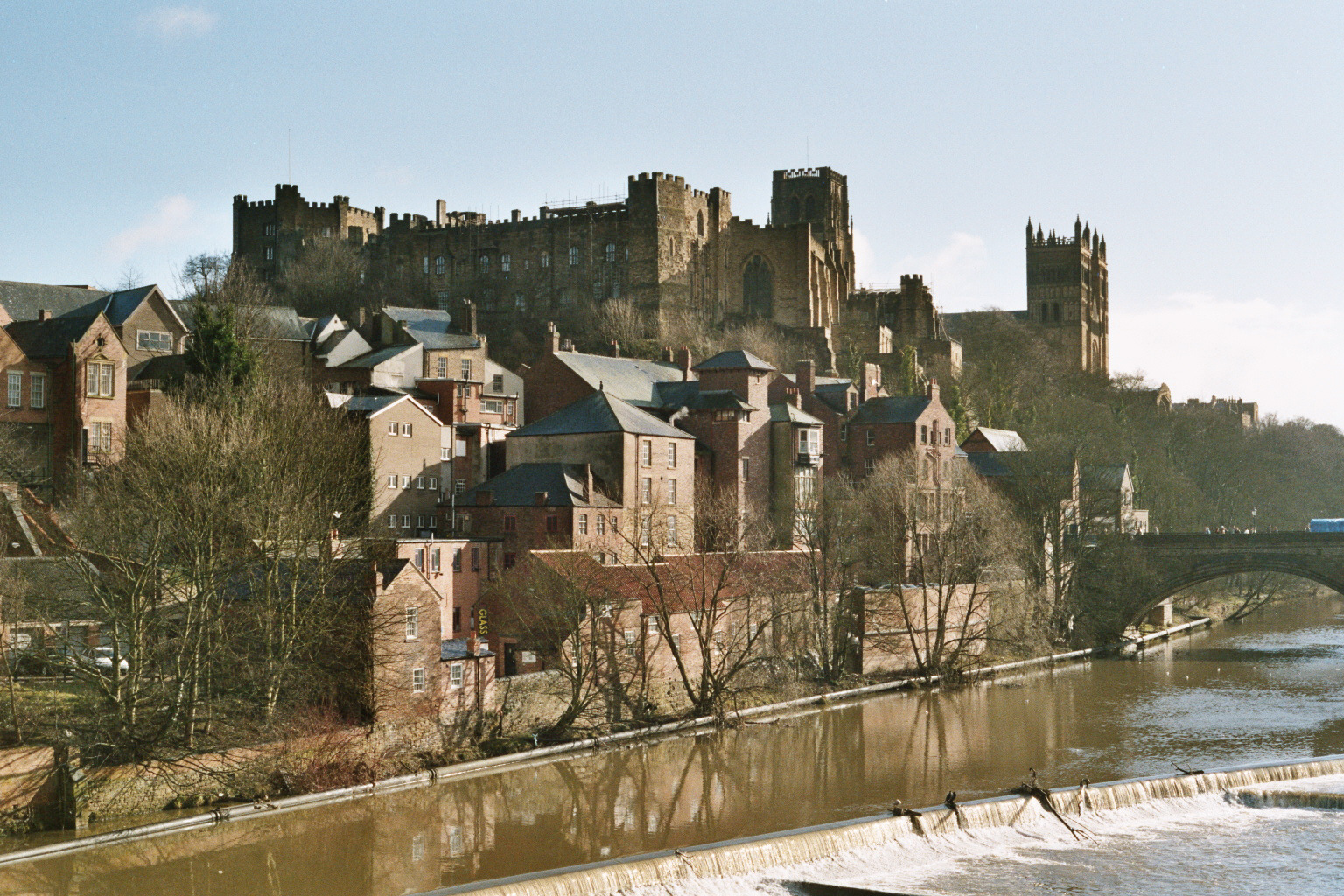
ダラム大学

高等教育は、3年間の学士号取得課程からたいてい開始される。大学院では修士号や博士号が存在し、研究学位だと最低3年間の課程である。大学が学位を発行する場合、王室勅許（Royal charter）を受けている必要がある。
イギリスの大学は、中世からの伝統を受け継ぎ、世界的に有名なオックスフォード大学・ケンブリッジ大学・ダラム大学をはじめ、現在では100以上の大学が存在している。イングランドの大学では、通常、学士の学位には3年、修士の学位には学士取得後1～2年、博士の学位には同じく修士取得後3年が必要とされる場合が多い。

## ウェールズの教育
ウェールズの教育制度は、初等・中等教育におけるウェールズ語の必修を除いて、ほぼイングランドのそれと同じである。

## 北アイルランドの教育
北アイルランドは独自の教育政策を採る自治権を有しているが、キー・ステージの分け方など基本的な学校制度は、イングランドと同様である。5歳～16歳までが義務教育である。ただし、個々のキー・ステージにおける科目などでは、イングランドと若干の相違がある。例えば、イングランドでは設けられていない科目・テーマとして、アイルランド語、相互理解教育 (education for mutual understanding) 、職業準備 (employability) などがある。
北アイルランドには、クイーンズ大学・アルスター大学 (en) の2校の総合大学と6校の教員養成大学がある。

## スコットランドの教育
スコットランドでは、初等教育が5歳から12歳まで、中等教育が12歳から18歳までで、そのうち5歳から16歳までの11年間が義務教育となっている。生徒は、16歳になると毎年5、6月に行われるSQA（Scottish Qualifications Authority）のスタンダード・グレード又はインターミディエイトと呼ばれる試験を受験し、試験に合格するとSQC(Scottish Qualifications Certificate, スコットランド版NQF)がSQAから授与される。スタンダード・グレードはFoundation, General, Creditと3つ、インターメディエイトはAccess 1, Access 2, Access 3, Intermediate 1, Intermediate 2と5つのレベルに分かれており、生徒の学力に合わせて試験のレベルを選ぶことが可能(スタンダード・グレードのCreditと、インターミディエイトのIntermediate 2が大体同じレベル）。
大学への進学を希望する場合には、さらに1年間就学して、一段階上のハイヤー・グレードを受験する。イングランドの大学に進学する場合には、さらに1年間勉強し18歳で最上級のアドバンスド・ハイヤーズという試験を受験する必要がある。尚、インターミディエイト、ハイヤー・グレイドとアドバンスド・ハイヤーズの3つ、7レベルをNational Coursesと呼ぶ。試験の結果はイギリスの郵政（ロイヤルメール）又は電子メール（希望者のみ）によって毎年8月の第2週火曜日（8月5日（2008年））にスコットランド全国一斉に送られる。
また、大学は17歳より始まり、一般的に4年制であるが、学費が無料である点がイングランドの大学と異なっている。既に15世紀には大学が設けられ、スコットランド最古のセント・アンドルーズ大学が1411年、グラスゴー大学は1451年、アバディーン大学が1494年、エディンバラ大学が1582年に設立されている。これら4大学はイギリスの中でもオックスブリッジに次ぐ伝統を持ち、古代の大学とも称される。

## 資格制度
ボローニャ・プロセスに加盟している。

## 影響
イギリス連邦加盟国の中には、統治時代に導入されたイングランド式の教育制度を独立後もそのまま引き継いだり、一部変更しただけの国が多い。